# Beagle Island (Antarktika)
Beagle Island (in Argentinien Islote Sarandí, in Chile Islote Bertil) ist eine Insel in der Gruppe der Danger Islands vor dem östlichen Ende der Joinville-Insel an der Nordspitze der Antarktischen Halbinsel. Sie liegt nordöstlich der Darwin-Insel, nördlich von Plato Island und östlich von Peine Island.
Das UK Antarctic Place-Names Committee benannte sie 1963 nach der Beagle, mit welcher der britische Naturforscher Charles Darwin von 1831 bis 1836 auf seiner Weltumseglung unterwegs war. Ausschlaggebend für die Benennung war die geografische Nähe der Insel zur Darwin-Insel. Namensgeber der argentinischen Benennung ist die Schlacht von Sarandí im Jahr 1825 zwischen den siegreichen Truppen des Banda Oriental und dem Kaiserreich Brasilien. Namensgeber der chilenischen Benennung ist der schwedische Geologe und Glaziologe Bertil Frödin von der Universität Uppsala, Gastwissenschaftler der 5. Chilenischen Antarktisexpedition (1950–1951).